# Matej Mohorič
Matej Mohorič (Kranj, 19 de outubro de 1994) é um ciclista profissional esloveno que actualmente corre para a equipa ProTeam, Bahrain Merida, depois de ter competido pelo continental de seu país Sava.
Em 2013 conseguiu o Campeonato Mundial sub-23, seu triunfo mais importante até o momento. Em 2017 conseguiu uma etapa da Volta a Espanha ao chegar em solitário à meta de Cuenca, destacando seus grandes dotes como rodador.

## Palmarés
2012 (como juvenil)
- Campeonato do Mundo em Estrada Juvenil

2013
- Campeonato do Mundo em Estrada sub-23

2016
- 2º no Campeonato da Eslovénia Contrarrelógio
- 1 etapa do Tour de Hainan

2017
- 3º no Campeonato da Eslovénia em Estrada
- 1 etapa da Volta a Espanha
- Sun Hung Kai Properties Hong Kong Challenge

2018
- Grande Prêmio Indústria e Artigianato-Larciano
- 1 etapa do Giro de Itália

## Resultados nas Grandes Voltas e Campeonatos do Mundo
| Corrida                | 2013 | 2014 | 2015 | 2016 | 2017 | 2018 |
| ---------------------- | ---- | ---- | ---- | ---- | ---- | ---- |
| Giro de Itália         | -    | -    | -    | 98º  | 135º | -    |
| Tour de France         | -    | -    | -    | -    | -    | -    |
| Volta a Espanha        | -    | -    | Ab.  | -    | 30º  | -    |
| Mundial em Estrada     | -    | -    | -    | -    | 91º  | -    |
| Mundial Contrarrelógio | -    | 56º  | -    | -    | -    | -    |

-: não participa
Ab.: abandono